# Dylann Roof
Dylann Storm Roof, né le 3 avril 1994 à Columbia, est un tueur de masse suprémaciste blanc américain reconnu coupable d’avoir perpétré le 17 juin 2015 la fusillade de l'église de Charleston, une tuerie de masse aux motivations racistes,. Condamné à mort, il est actuellement incarcéré dans un pénitencier fédéral à Terre Haute, dans l'Indiana.
Au cours d'un service religieux dans l'Église épiscopale méthodiste africaine Emanuel à Charleston (Caroline du Sud), il a tué neuf Afro-Américains, dont Clementa Pinckney, pasteur et sénateur, et blessé une dixième personne.
Après que plusieurs témoins l’eurent identifié comme principal suspect, il a fait l’objet d'une chasse à l'homme, qui s'est conclue le matin suivant par son arrestation à Shelby (Caroline du Nord). Par la suite, il a avoué qu'il avait commis cette fusillade dans l'espoir de déclencher une guerre ethnique, ce dans un ensemble de documents écrits autobiographiques et de mementos visuels qui forment le fond de l'appel en cassation interjetée par des représentants officiels des droits juridiques des condamnés à mort (une institution américaine) en janvier 2020 .
Trois jours plus tard, un site web intitulé The Last Rhodesian a été découvert et il a été officiellement confirmé qu’il appartenait à Roof. Le site Web contenait des photos de lui en train de poser avec des symboles du suprémacisme blanc et du néonazisme, ainsi qu'un manifeste dans lequel il exposait ses idées concernant les noirs et d’autres peuples. Dans ce manifeste, il proclamait qu’il avait développé ses conceptions suprémacistes blanches après des lectures sur l’affaire Trayvon Martin  et les taux de crimes comparés des Noirs et des Blancs. Roof est proche de la mouvance sudiste confédérée chrétienne. On retrouve rapidement chez lui quantité de documents, pamphlets, drapeaux, photos et manifestes suprémacistes et néonazis.

## Origine familiale
Dylann Roof est le fils de Franklin Bennett Roof, un artisan indépendant dans le secteur de la construction, et d'Amelia Cowles, une barmaid. Ses parents étant déjà divorcés à sa naissance, il a grandi auprès de son père, de sa belle-mère Paige Mann et de ses deux sœurs.
Morgan Roof, sa sœur cadette, sera arrêtée en 2018 pour menace de mort et port illégal d’arme sur le campus de son école.

## Compétence mentale
Pendant le procès de Dylann Roof (en), les avocats du défendeur demandent à la Cour de procéder à une expertise psychiatrique de leur client. Après une évaluation de Dylann Roof par le Dr James Ballenger, un spécialiste en psychiatrie médicolégale, le juge trouve que Dylann Roof est compétent à se représenter lui-même. Les avocats de Dylann Roof soutiennent qu'il est un « défendeur dans la zone grise » parce que son niveau de compétence est intermédiaire. Ils admettent qu'il peut être mentalement apte à subir un procès du respect des exigences découlant de Dusky v. United States (en), une décision rendue par la Cour suprême des États-Unis en 1960. Cependant, ils citent une autre décision de la Cour suprême, Indiana v. Edwards (en), en argumentant que Dylann Roof n'est pas compétent à se représenter lui-même pendant les procédures de détermination de la peine. Ils soutiennent qu'il lui a été diagnostiqué des maladies mentales graves qui interfèrent avec sa capacité de s'affirmer devant le tribunal et de faire valoir ses arguments concernant des circonstances atténuantes. Ils soutiennent également que ses maladies nuisent à son aptitude à mettre de l'ordre dans ses idées, se concentrer, faire attention, et prendre des décisions,.

## Verdicts, condamnations et appel
En décembre 2016, il est reconnu coupable devant la cour de district des 33 accusations de crime de haine et condamné à mort le mois suivant. Le 31 mars 2017, il accepte de plaider coupable devant le tribunal de Caroline du Sud pour l'ensemble des chefs d'accusation — neuf de meurtres, trois de tentatives de meurtre et un chef de possession d'une arme à feu alors qu'il commettait un crime — afin d'éviter une seconde condamnation à mort. Le 10 avril 2017, il est condamné à neuf peines de prison à vie par ce tribunal au terme de négociations dont l'objectif était d'éviter la tenue d'un second procès[réf. nécessaire].
Au cours de la procédure d'appel, il tente de faire révoquer ses avocats nommés par la cour, car l'un est juif et l'autre indien. Dans sa requête, rejetée par le tribunal, il explique que leurs origines « empêchent toute communication efficace » et qu'« en raison de mes convictions politiques, qui sont probablement religieuses, il est impossible pour moi de faire confiance à deux avocats qui sont mes ennemis politiques et biologiques ».
Un appel en cassation a été interjeté contre la condamnation fédérale (brief of appeal) en janvier 2020 devant le 4e circuit fédéral de la Virginie, et les plaidoiries ont été données par les défenseurs et le parquet en mai 2021[réf. nécessaire]. Une cour d’appel fédérale a confirmé le 25 août 2021 la condamnation à mort de Dylann Roof.